# Sitzfußball
Sitzfußball ist eine Variante des Fußballs, die meist im Behindertensport ausgeübt wird.

## Regeln
Das Regelwerk des Sitzfußball entspricht weitestgehend dem des Hallenfußball mit dem Unterschied, dass sich die Spieler in Sitzposition am Boden rutschend fortbewegen. Zudem sind das Spielfeld und die Tore kleiner als im gewöhnlichen Hallenfußball.
Im Turniermodus beträgt die Spielzeit üblicherweise zwei Mal 15 Minuten, wobei jeweils 5 Feldspieler und 1 Torwart pro Team gegeneinander antreten.

## Verbreitung
Zurzeit wird Sitzfußball in Europa von nur 5 Mannschaften gespielt, wovon sich zwei in Deutschland und drei in Österreich befinden. Diese Mannschaften richten untereinander regelmäßig Turniere aus. In der Regel sind die Spieler beinamputiert.